# بين هاوسر
بين هاوسر (بالإنجليزية: Ben Houser)‏ هو لاعب كرة قاعدة أمريكي، ولد في 30 نوفمبر 1883 في فراكفيل في الولايات المتحدة، وتوفي في 15 يناير 1952 في أوغوستا في الولايات المتحدة.

## وصلات خارجية
- بين هاوسر على موقعبيزبول رفرنس.كوم (الدوري الرئيسي) (الإنجليزية)
- بين هاوسر على موقعبيزبول رفرنس.كوم (الدوري الثانوي) (الإنجليزية)